# 皇家兵工廠

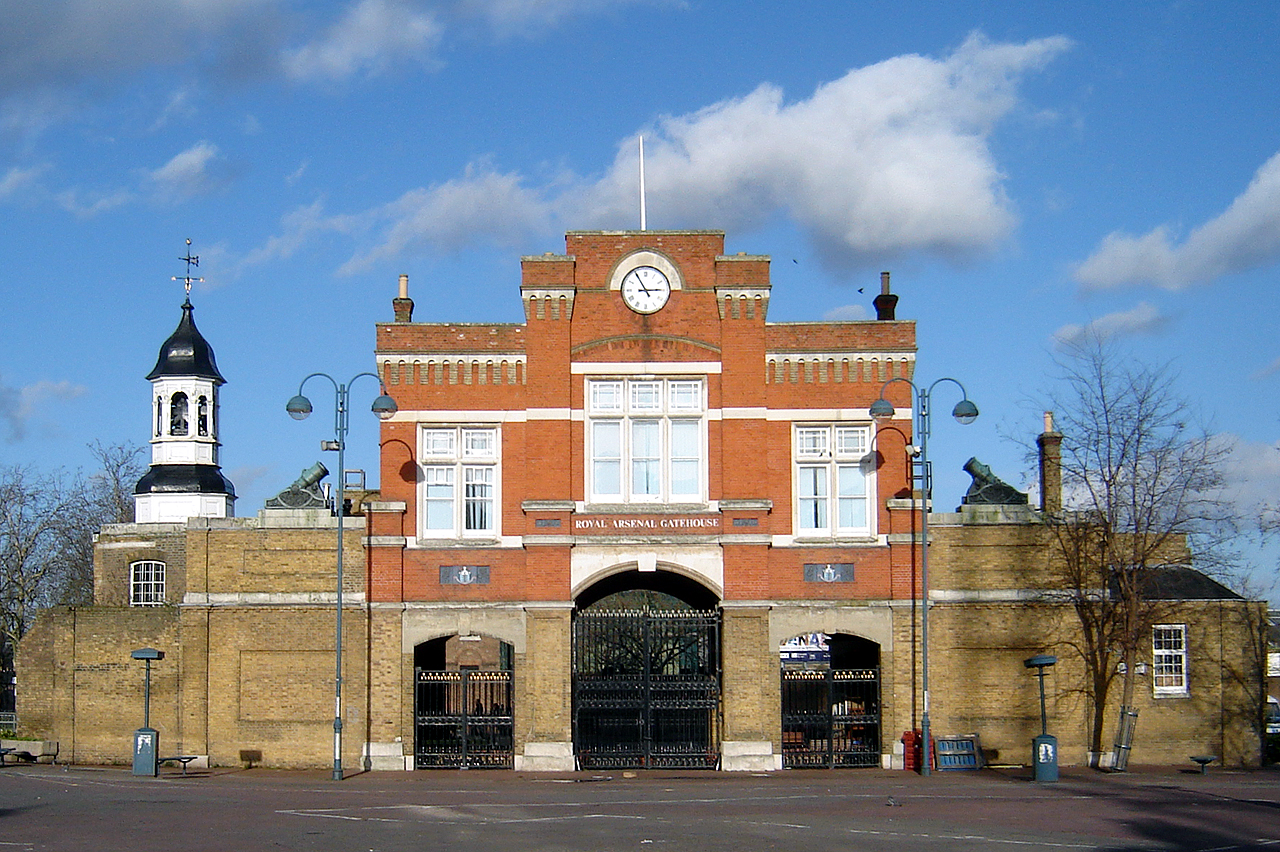
皇家兵工厂门楼

皇家兵工廠（英語：Royal Arsenal, Woolwich）是位於英國東南部倫敦泰晤士河南岸伍利奇的一個兵工廠，其歷史開始於17世紀後期。在18至19世紀，由於運營規模的擴大，皇家兵工廠的面積也不斷擴大。在第一次世界大戰時期，皇家兵工廠的面積達1,285英畝（520公頃），僱員接近8萬人。此後皇家兵工廠的業務逐漸減少，並在1967年關閉。英國國防部也在1994年搬離了皇家兵工廠地區。現在皇家兵工廠地區對公眾開放，部分地區進行重新開放。

## 外部連結
- A brief description from 1887 （页面存档备份，存于）
- Official site about the redevelopment project （页面存档备份，存于）
- A developer's site about the redevelopment project.
- History of the Well Hall (Progress) housing estate for Arsenal workers

51°29′28″N 0°04′12″E / 51.491176°N 0.069937°E